# Snowboarding na Zimních olympijských hrách 2022
Soutěže ve Snowboardingu na Zimních olympijských hrách 2022 v Pekingu se konaly v areálech Genting Snow Park v Čang-ťia-kchou a v Big Air Shougang v Pekingu v Číně od 5. do 15. února 2022. 
V červenci 2018 Mezinárodní olympijský výbor (MOV) oficiálně zařadil do olympijského programu závod smíšených týmů ve snowboardcrossu, čímž zvýšil celkový počet závodů na 11.

## Medailové pořadí zemí
| Pořadí | Země                         | Zlato | Stříbro | Bronz | Celkově |
| ------ | ---------------------------- | ----- | ------- | ----- | ------- |
| 1.     | Rakousko (AUT)               | 3     | 1       | 0     | 4       |
| 1.     | Spojené státy americké (USA) | 3     | 1       | 0     | 4       |
| 3.     | Kanada (CAN)                 | 1     | 1       | 4     | 6       |
| 4.     | Čína (CHN)                   | 1     | 1       | 0     | 2       |
| 4.     | Nový Zéland (NZL)            | 1     | 1       | 0     | 2       |
| 6.     | Japonsko (JPN)               | 1     | 0       | 2     | 3       |
| 7.     | Česko (CZE)                  | 1     | 0       | 0     | 1       |
| 8.     | Austrálie (AUS)              | 0     | 1       | 1     | 2       |
| 8.     | Itálie (ITA)                 | 0     | 1       | 1     | 2       |
| 8.     | Slovinsko (SLO)              | 0     | 1       | 1     | 2       |
| 11.    | Francie (FRA)                | 0     | 1       | 0     | 1       |
| 11.    | Norsko (NOR)                 | 0     | 1       | 0     | 1       |
| 11.    | Španělsko (ESP)              | 0     | 1       | 0     | 1       |
| 14.    | Sportovci ROV (ROC)          | 0     | 0       | 1     | 1       |
| 14.    | Švýcarsko (SUI)              | 0     | 0       | 1     | 1       |
|        | Celkem                       | 11    | 11      | 11    | 33      |

## Medailisté

### Muži
| Disciplína            | Zlato                                | Výkon                                | Stříbro                        | Výkon                         | Bronz                             | Výkon                             |
| --------------------- | ------------------------------------ | ------------------------------------ | ------------------------------ | ----------------------------- | --------------------------------- | --------------------------------- |
| big air               | Su I-ming · Čína (CHN)               | 182.50                               | Mons Røisland · Norsko (NOR)   | 171.75                        | Max Parrot · Kanada (CAN)         | 170.25                            |
| paralelní obří slalom | Benjamin Karl · Rakousko (AUT)       | Benjamin Karl · Rakousko (AUT)       | Tim Mastnak · Slovinsko (SLO)  | Tim Mastnak · Slovinsko (SLO) | Victor Wild · Sportovci ROV (ROC) | Victor Wild · Sportovci ROV (ROC) |
| slopestyle            | Max Parrot · Kanada (CAN)            | 90,96                                | Su I-ming · Čína (CHN)         | 88,70                         | Mark McMorris · Kanada (CAN)      | 88,53                             |
| snowboardcross        | Alessandro Hämmerle · Rakousko (AUT) | Alessandro Hämmerle · Rakousko (AUT) | Éliot Grondin · Kanada (CAN)   | Éliot Grondin · Kanada (CAN)  | Omar Visintin · Itálie (ITA)      | Omar Visintin · Itálie (ITA)      |
| U-rampa               | Ajumu Hirano · Japonsko (JPN)        | 96.00                                | Scotty James · Austrálie (AUS) | 92.50                         | Jan Scherrer · Švýcarsko (SUI)    | 87.25                             |

### Ženy
| Disciplína            | Zlato                                                | Výkon                                                | Stříbro                                       | Výkon                              | Bronz                              | Výkon                              |
| --------------------- | ---------------------------------------------------- | ---------------------------------------------------- | --------------------------------------------- | ---------------------------------- | ---------------------------------- | ---------------------------------- |
| big air               | Anna Gasserová · Rakousko (AUT)                      | 185.50                                               | Zoi Sadowská Synnottová · Nový Zéland (NZL)   | 177.00                             | Kokomo Muraseová · Japonsko (JPN)  | 171.50                             |
| paralelní obří slalom | Ester Ledecká · Česko (CZE)                          | Ester Ledecká · Česko (CZE)                          | Daniela Ulbingová · Rakousko (AUT)            | Daniela Ulbingová · Rakousko (AUT) | Gloria Kotniková · Slovinsko (SLO) | Gloria Kotniková · Slovinsko (SLO) |
| slopestyle            | Zoi Sadowská Synnottová · Nový Zéland (NZL)          | 92,88                                                | Julia Marinová · Spojené státy americké (USA) | 87,68                              | Tess Coadyová · Austrálie (AUS)    | 84,15                              |
| snowboardcross        | Lindsey Jacobellisová · Spojené státy americké (USA) | Lindsey Jacobellisová · Spojené státy americké (USA) | Chloé Trespeuchová · Francie (FRA)            | Chloé Trespeuchová · Francie (FRA) | Meryeta O'Dineová · Kanada (CAN)   | Meryeta O'Dineová · Kanada (CAN)   |
| U-rampa               | Chloe Kimová · Spojené státy americké (USA)          | 94,00                                                | Queralt Castelletová · Španělsko (ESP)        | 90,25                              | Sena Tomitaová · Japonsko (JPN)    | 88,25                              |

### Smíšené soutěže
| Disciplína              | Zlato                                                                   | Stříbro                                          | Bronz                                            |
| ----------------------- | ----------------------------------------------------------------------- | ------------------------------------------------ | ------------------------------------------------ |
| snowboardcross družstev | Spojené státy americké (USA) · Nick Baumgartner · Lindsey Jacobellisová | Itálie (ITA) · Omar Visintin · Michela Moioliová | Kanada (CAN) · Éliot Grondin · Meryeta O'Dineová |